# Anchitrichia spangleri
Anchitrichia spangleri är en nattsländeart som beskrevs av Oliver S. Flint Jr. 1970. Anchitrichia spangleri ingår i släktet Anchitrichia och familjen smånattsländor. Inga underarter finns listade i Catalogue of Life.